# Cuphea avigera
Cuphea avigera là một loài thực vật có hoa trong họ Lythraceae. Loài này được B.L.Rob. & Seaton mô tả khoa học đầu tiên năm 1893.